# Банфф (Альберта)
 Банфф  (іноді Бенфф, англ. Banff) — найбільше містечко (4,85 км²) в Національному парку «Банфф» в канадській провінції Альберта.

## Географія
Банфф розташований обабіч Трансканадського шосе за 126 км на захід від Калгарі, там, де зливаються річки Боу і Спрей (англ. Spray River). Поряд із Банфф Спринґс Гоутел Даск (Banff Springs Hotel Dusk, заснований 1888 року) — озеро Луї, оточене горами і льодовиками.

### Клімат
Містечко — у зоні, яку характеризує континентальний субарктичний клімат. Найтепліший місяць — липень із середньою температурою 14.4 °C (58 °F). Найхолодніший місяць — грудень, із середньою температурою -9.3 °С (15.3 °F).
| Клімат Банффа           | Клімат Банффа | Клімат Банффа | Клімат Банффа | Клімат Банффа | Клімат Банффа | Клімат Банффа | Клімат Банффа | Клімат Банффа | Клімат Банффа | Клімат Банффа | Клімат Банффа | Клімат Банффа | Клімат Банффа |
| Показник                | Січ.          | Лют.          | Бер.          | Квіт.         | Трав.         | Черв.         | Лип.          | Серп.         | Вер.          | Жовт.         | Лист.         | Груд.         | Рік           |
| Абсолютний максимум, °C | 12,2          | 14,7          | 17,2          | 25,6          | 29,4          | 33,3          | 34,4          | 33,9          | 31            | 26,5          | 16,5          | 12,5          | 34,4          |
| Середній максимум, °C   | −3,1          | −0,2          | 5,2           | 9,7           | 14,7          | 18,6          | 21,6          | 21,6          | 16,4          | 10            | 0,1           | −5,2          | 9,1           |
| Середня температура, °C | −7,7          | −5,7          | −0,7          | 3,8           | 8,3           | 12,1          | 14,5          | 14,3          | 9,5           | 4,3           | −4,1          | −9,3          | 3,3           |
| Середній мінімум, °C    | −12,2         | −11,1         | −6,6          | −2,1          | 1,9           | 5,5           | 7,3           | 6,9           | 2,6           | −1,3          | −8,1          | −13,3         | −2,6          |
| Абсолютний мінімум, °C  | −51,2         | −45           | −40,6         | −27,2         | −17,8         | −3,9          | −1,7          | −4,5          | −16,7         | −27           | −40,6         | −48,3         | −51,2         |
| Норма опадів, мм        | 20.4          | 17            | 20.8          | 33.6          | 62.4          | 68.3          | 68            | 61.7          | 38.6          | 31.9          | 25.9          | 21.4          | 469.9         |
| Днів з опадами          | 10,7          | 9,9           | 10,2          | 10,9          | 13,4          | 15            | 14,5          | 15            | 11            | 9,3           | 10            | 11,1          | 141           |
| Днів з дощем            | 0,9           | 1,3           | 1,7           | 5,4           | 12,9          | 15,9          | 16            | 14,8          | 9,2           | 6,1           | 1,8           | 0,9           | 86,8          |
| Вологість повітря, %    | 77            | 76            | 69            | 64            | 66            | 69            | 62            | 66            | 67            | 73            | 78            | 79            | 71            |
| ----------------------- | ------------- | ------------- | ------------- | ------------- | ------------- | ------------- | ------------- | ------------- | ------------- | ------------- | ------------- | ------------- | ------------- |
| Джерело: Weatherbase    |               |               |               |               |               |               |               |               |               |               |               |               |               |

## Галерея

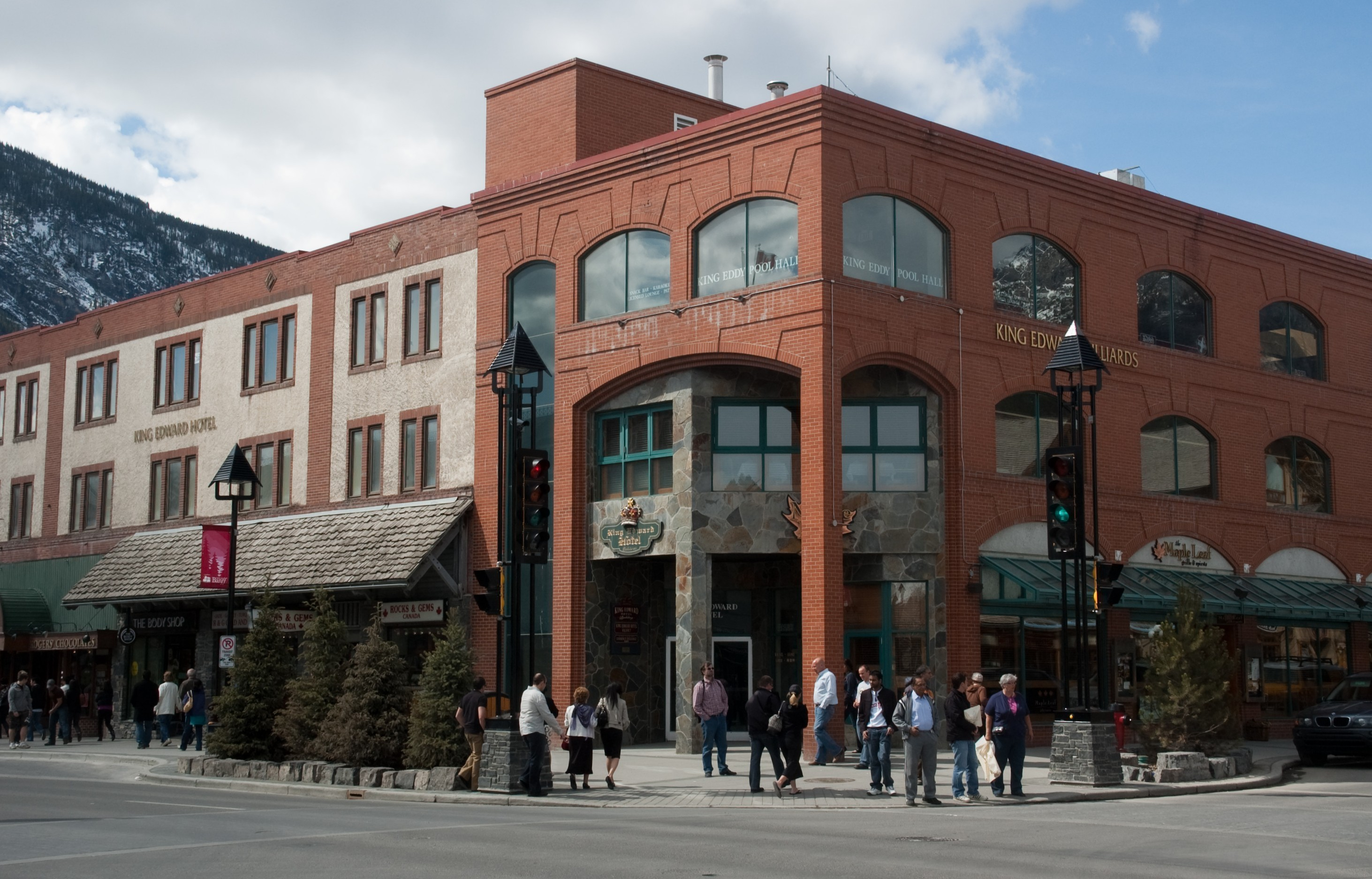
Готель «Король Едвард»
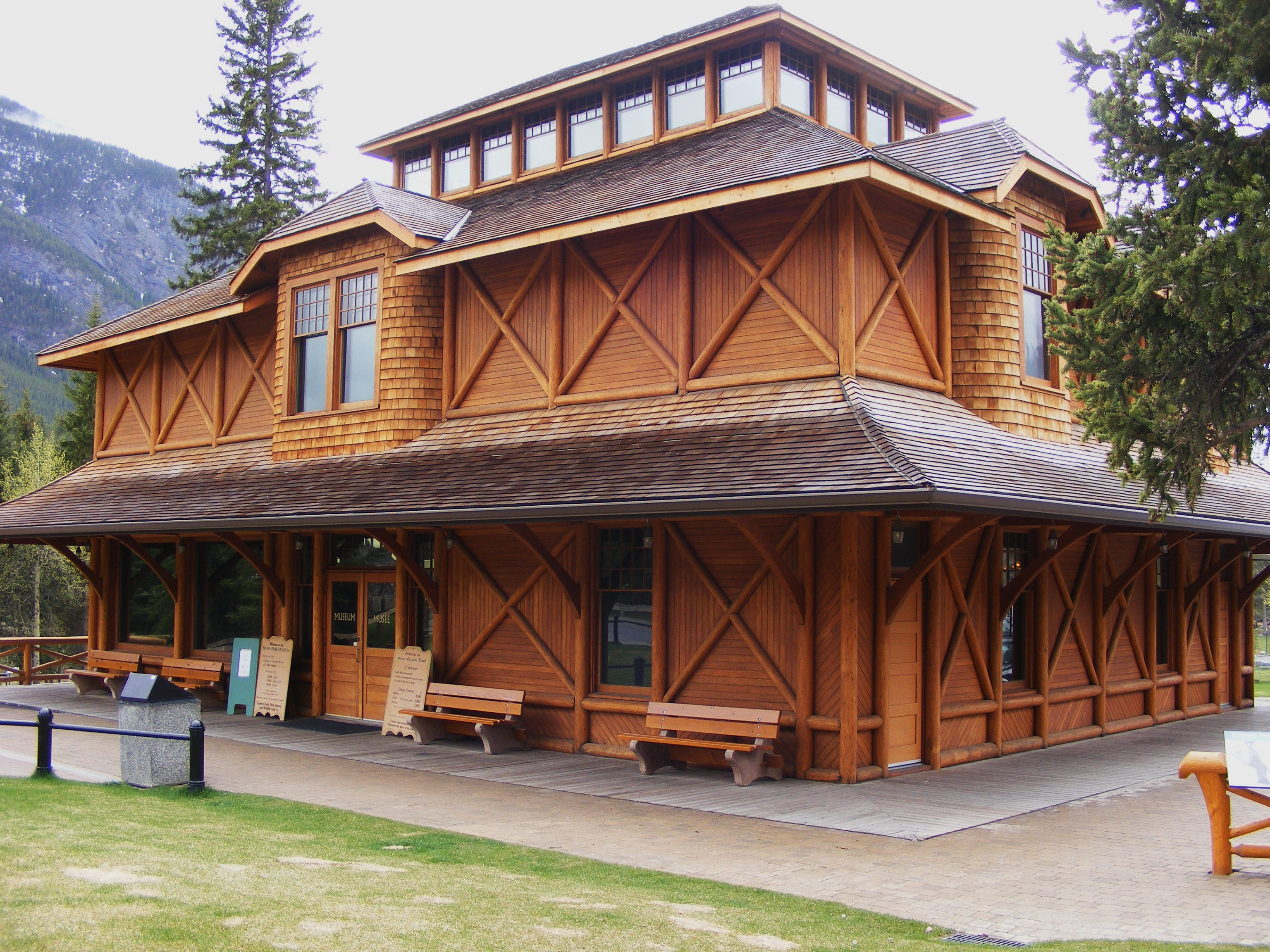
Музей «Банфф-парк»
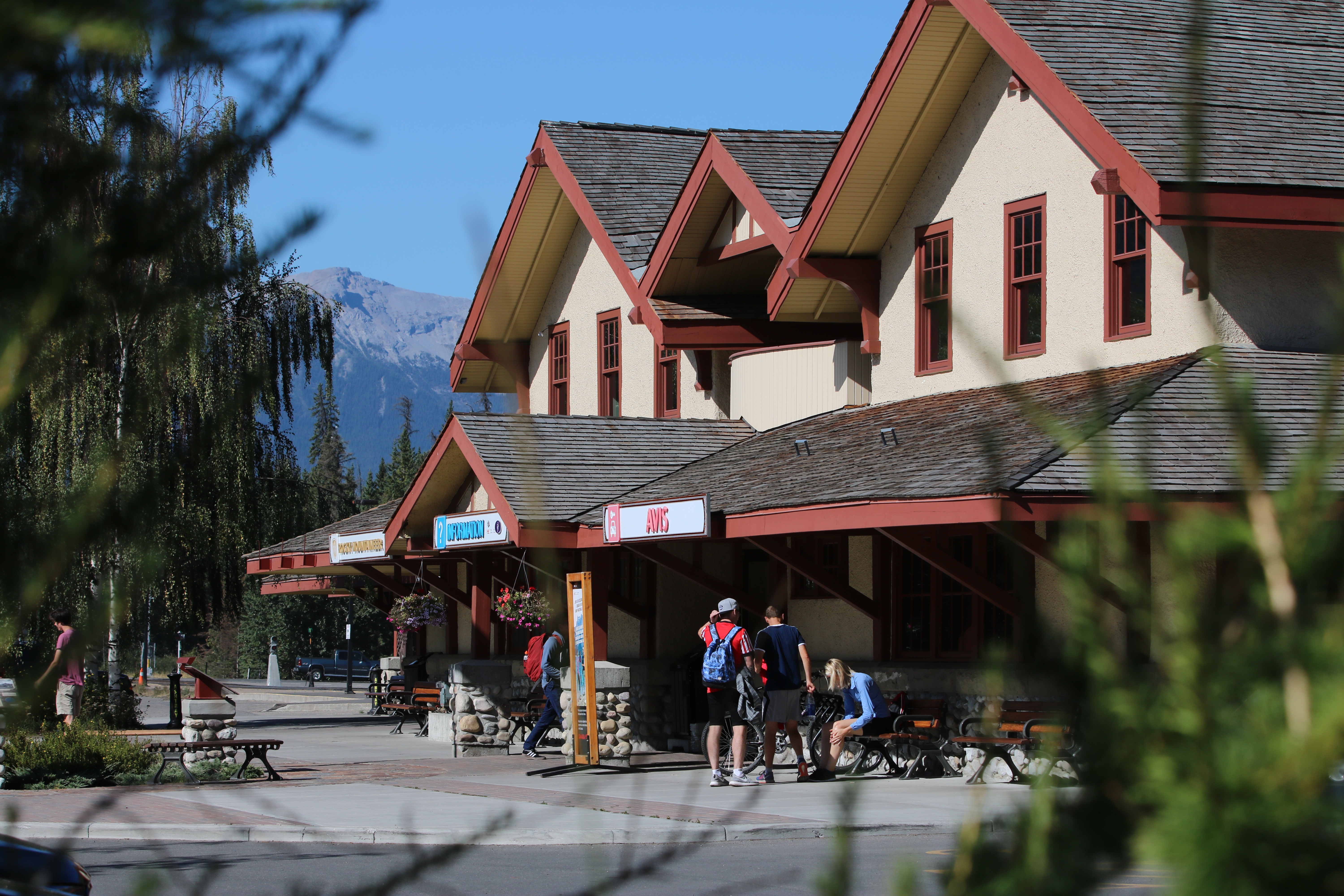
Залізничний вокзал